# Eugène Debongnie
Édouard Eugène Joseph Ghislain Debongnie (* 16. November 1893 in Tourcoing; † 21. September 1956 in Forest) war ein französisch-belgischer Radrennfahrer, Flugpionier und Unternehmer.
Eugène Debongnie war gebürtiger Franzose. 1905 wurde er französischer Meister im Sprint der Amateure. Bei den Bahnweltmeisterschaften in Antwerpen im selben Jahr belegte er den dritten Platz im Sprint. Anschließend nahm er die belgische Staatsbürgerschaft an und startete in Athen bei den Olympischen Zwischenspielen. Er trat in drei Disziplinen an, errang Bronze im Sprint und wurde Fünfter im Zeitfahren.
Debongnie war von Beruf Ingenieur. Er gründete in Oostduinkerke ein Unternehmen zur Montage von Eindeckern und zur Produktion von Propellern. 2009 wurde ein Platz im Koksijder Stadtteil Nieuwport-aan-Zee nach ihm benannt.